# چارلز لیندبرگ
چارلز اگوستوس لیندبرگ (به انگلیسی: Charles Augustus Lindbergh)، (زاده ۴ فوریه ۱۹۰۲ – درگذشته ۲۶ اوت ۱۹۷۴) هوانورد آمریکایی بود. او در تاریخ ۲۰ و ۲۱ ماه مه ۱۹۲۷ با یک هواپیمای یک موتوره از نیویورک آمریکا برخاست و پس از ۳۳ ساعت و ۲۱ دقیقه پرواز بدون توقف، عرض ۳ هزار و ۶۰۰ مایلی اقیانوس اطلس را طی کرد و در بورژه پاریس در فرانسه فرود آمد. این پرواز نخستین پرواز انفرادی و بدون توقف بین دو قاره آمریکا و اروپا بر فراز اقیانوس اطلس بود و شهرت بسیاری را برای لیندبرگ به همراه داشت. حدود ۵ سال بعد، پسر خردسال لیندبرگ ربوده شد و به قتل رسید که در روحیه او اثر فراوان گذاشت. این رویداد به علت شهرت لیندبرگ، معروفترین جنایت دهه ۱۹۳۰ لقب گرفت. درد و اندوه ناشی از این واقعه، او را تا پایان عمر رها نساخت.
لیندبرگ که پدرش در آمریکا نماینده مجلس بود، بعدها وارد سیاست شد و مخالف ورود کشورش آمریکا به صحنه سیاسی جهان و خروج از انزوا بود. او که مدتی را در آلمان به سر برده بود در بازدید از مراکز هوانوردی آلمان نازی، بارها در مورد خطر قدرت گرفتن نازیها به آمریکا هشدار داده بود. اعطای مدال افتخار توسط دولت آلمان نازی به وی و همین‌طور سخنرانی‌های او در مورد لزوم بی‌طرف ماندن آمریکا در جنگ، باعث انتقادات بسیاری علیه وی شد. با این حال لیندبرگ در دوران جنگ جهانی دوم و پس از ورود آمریکا به صحنه جنگ، مانند یک شهروند آمریکایی و به عنوان مشاور کمپانی فورد و همچنین شرکت هوانوردی متحده وارد جنگ شد. او در سال ۱۹۷۴ در ۷۲ سالگی درگذشت.
در سال‌های قبل از ورود ایالات متحده به جنگ جهانی دوم، موضع غیر مداخله جویانه و اظهارات لیندبرگ در مورد یهودیان باعث شد که برخی از او به عنوان یک هوادار نازی‌ها مشکوک شوند، گرچه لیندبرگ هرگز به‌طور علنی حمایت از آلمان نازی را اعلام نکرد. او نه تنها با مداخله ایالات متحده بلکه با کمک رسانی به انگلستان مخالفت کرد. وی پس از آنکه رئیس‌جمهور فرانکلین روزولت علناً او را به خاطر عقایدش سرزنش کرد، از کمیته اول ضد جنگ آمریکا حمایت کرد و در آوریل ۱۹۴۱ از سپاه هوایی ارتش ایالات متحده استعفا داد. در سپتامبر ۱۹۴۱، لیندبرگ سخنرانی قابل توجهی را با عنوان «سخنرانی دربارهٔ بی‌طرفی» ارائه داد و در آن به بیان دیدگاه‌ها و استدلال‌های خود علیه دخالت بیشتر آمریکا در جنگ پرداخت.
لیندبرگ پس از حمله ژاپن به پرل هاربر و متعاقب آن اعلام جنگ ایالات متحده علیه آلمان، در نهایت حمایت عمومی خود را از تلاش جنگ ایالات متحده ابراز داشت. او ۵۰ مأموریت را در تئاتر اقیانوس آرام در جنگ جهانی دوم به عنوان مشاور غیرنظامی پرواز کرد، اما اسلحه را به دست نگرفت، زیرا روزولت از بازگرداندن کمیسیون سرهنگ سپاه هوایی خودداری کرد. در سالهای بعد، لیندبرگ به نویسنده ای پرکار، کاوشگر، مخترع و دوستدار محیط زیست تبدیل شد و سرانجام در سال ۱۹۷۴ در سن ۷۲ سالگی بر اثر لنفوم درگذشت.

## کودکی
مادر لیندبرگ معلم شیمی در دبیرستان فنی Cass در دیترویت و بعداً در دبیرستان لیتل فالز بود، که پسرش در ۵ ژوئن ۱۹۱۸ فارغ‌التحصیل شد. لیندبرگ در دوران کودکی بیش از دوازده مدرسه دیگر از واشینگتن دی سی به کالیفرنیا تحصیل کرد. و سال‌های نوجوانی (بیش از یک یا دو سال بیشتر)، از جمله مدرسه فورس و مدرسه دوستان سیدول در حالی که با پدرش در واشینگتن زندگی می‌کردند و دبیرستان Redondo Union در Redondo Beach، کالیفرنیا، در حالی که در آنجا با مادرش زندگی می‌کردند.  اگرچه او در اواخر سال ۱۹۲۰ در کالج مهندسی دانشگاه ویسکانسین-مدیسون ثبت نام کرد، لیندبرگ در اواسط سال دوم تحصیلات خود را رها کرد و سپس در مارس ۱۹۲۲ برای شروع آموزش پرواز به لینکلن، نبراسکا رفت.

## هوانوردی
از همان کودکی، لیندبرگ علاقه خود را به مکانیک حمل و نقل موتوری، از جمله اتومبیل Saxon Six خانواده اش و بعداً موتور Excelsior نشان داده بود. زمانی که وی به عنوان دانشجوی مهندسی مکانیک دانشگاه را شروع کرد، شیفته پرواز نیز شده بود، گرچه "هرگز به اندازه کافی هواپیما نتوانسته بود آن را لمس کند." پس از ترک دانشگاه در فوریه ۱۹۲۲، لیندبرگ در مدرسه پرواز Nebraska Aircraft Corporation در لینکلن و برای اولین بار در تاریخ ۹ آوریل به عنوان مسافر یک مربی دو هواپیمایی دو نفره لینکلن استاندارد "Tourabout" با خلبانی Otto Timm پرواز کرد.
چند روز بعد، لیندبرگ اولین درس رسمی پرواز خود را در همان هواپیما گذراند، اگرچه او هرگز اجازه انفرادی را نداشت زیرا از پس توانایی ارسال پیوند خسارت لازم برنمی‌آمد. برای به دست آوردن تجربه پرواز و کسب درآمد برای آموزش بیشتر، لیندبرگ در ماه ژوئن لینکلن را ترک کرد تا چند ماه آینده طوفان را در نبراسکا، کانزاس، کلرادو، وایومینگ و مونتانا به عنوان بال واکر و چترباز بگذراند. وی همچنین مدت کوتاهی به عنوان مکانیک هواپیما در فرودگاه شهرداری بیلینگز، مونتانا کار کرد.
با شروع زمستان لیندبرگ پرواز را رها کرد و به خانه پدرش در مینه سوتا بازگشت. بازگشت او به هوا و اولین پرواز انفرادی اش تا نیمی از سال بعد در ماه مه ۱۹۲۳ در Souther Field در آمریکوس، جورجیا، میدان آموزش پروازهای ارتش سابق رخ داد، جایی که او مازاد جنگ جهانی اول Curtiss JN-4 را خریداری کرد " هواپیمای دو جانبه جنی. اگرچه لیندبرگ بیش از شش ماه است که هواپیمایی را لمس نکرده بود، اما او قبلاً مخفیانه تصمیم گرفته بود که خودش آماده پرواز به هوا است. لیندبرگ پس از نیم ساعت وقت دوتایی با خلبانی که برای دریافت مازاد JN-4 دیگر در حال بازدید از میدان بود، برای اولین بار در جنی که به تازگی ۵۰۰ دلار خریداری کرده بود، پرواز انفرادی کرد. لیندبرگ پس از گذراندن حدود یک هفته دیگر در این زمینه برای "تمرین" (بدست آوردن پنج ساعت زمان "خلبان در فرماندهی")، برای اولین بار در انفرادی از ایالات متحده آمریکا به مونتگومری، آلاباما، ۱۴۰ مایلی غرب رفت. پرواز کشور. وی در ادامه باقیمانده سال ۱۹۲۳ را با نام "Daredevil Lindbergh" تقریباً در یک طوفان بدون توقف به سر برد. برخلاف سال قبل، این بار لیندبرگ با "کشتی خودش" به عنوان خلبان پرواز کرد. چند هفته پس از ترک آمریکا، هنگامی که نخستین پرواز شبانه خود را در نزدیکی لیک ویلیج، آرکانزاس انجام داد، به یک نکته مهم دیگر در زمینه هواپیمایی دست یافت.
در حالی که لیندبرگ در لون راک، ویسکانسین طوفانی می‌کرد، در دو نوبت او یک پزشک محلی را با عبور از رودخانه ویسکانسین به مراکز اضطراری رساند که به دلیل طغیان غیرقابل دسترسی بودند. او هنگام فرود چندین بار پروانه خود را شکست و در ۳ ژوئن ۱۹۲۳ هنگامی که با پدرش به سمت خندق برخورد کرد، در حالی که پدرش را می‌دوید - سپس برای سنای ایالات متحده در حال اجرا بود - برای یک هفته زمینگیر شد. در ماه اکتبر، لیندبرگ جنی خود را با پرواز به آیووا، جایی که آن را به یک دانشجوی پرواز فروخت. پس از فروش جنی، لیندبرگ با قطار به لینکلن بازگشت. در آنجا، او به لئون کلینک پیوست و برای چند ماه آینده در Curtiss JN-4C "Canuck" (نسخه کانادایی جنی) به طوفان جنوبی ادامه داد. لیندبرگ همچنین هنگامی که موتورش اندکی پس از برخاستن در پنساکولا، فلوریدا از کار افتاد، این هواپیما را "شکست" اما دوباره موفق شد خسارت را برطرف کند.
پس از چند ماه طوفان طوفانی از طریق جنوب، دو خلبان از شرکت در سان آنتونیو، تگزاس جدا شدند، جایی که لیندبرگ در ۱۹ مارس ۱۹۲۴ به بروکس فیلد گزارش داد تا یک سال آموزش پرواز نظامی را با سرویس هوایی ارتش ایالات متحده در آنجا آغاز کند (و بعداً در حوالی کلی فیل). لیندبرگ در ۵ مارس ۱۹۲۵، هشت روز قبل از فارغ‌التحصیلی، جدی‌ترین حادثه پرواز خود را داشت، هنگامی که در حین مانورهای جنگ هوایی با هوای دیگر با یک ارتش دیگر S.E.5 برخورد کرد. هنگامی که لیندبرگ برای اولین بار در کلاس خود در مارس ۱۹۲۵ فارغ‌التحصیل شد، فقط ۱۸ نفر از ۱۰۴ کادویی که یک سال زودتر آموزش پرواز را آغاز کرده بودند، باقی ماندند و بدین ترتیب بال‌های خلبان ارتش خود و کمیسیون را به عنوان ستوان دومی در سپاه ذخیره خدمات هوایی به دست آوردند.
لیندبرگ بعداً گفت که این سال برای پیشرفت او به عنوان یک فرد متمرکز، هدف گرا و به عنوان یک هواپیمابر بسیار حیاتی است. ارتش به خلبانان وظیفه اضافی دیگری نیازی نداشت، بنابراین بلافاصله پس از فارغ‌التحصیلی، لیندبرگ به هوانوردی غیرنظامی به‌عنوان طوفان باران و مربی پرواز، اگرچه به‌عنوان یک افسر ذخیره نیز با پیوستن به اسکادران مشاهده ۱۱۰، لشکر ۳۵، گارد ملی میسوری، در سنت لوئیس به انجام پروازهای نیمه وقت نظامی ادامه داد. وی در ۷ دسامبر ۱۹۲۵ به ستوان یکم و در ژوئیه ۱۹۲۶ به سرداری ارتقا یافت.

## پرواز نیویورک - پاریس
اولین پرواز بدون توقف جهان از طریق آتلانتیک (هرچند در ۱۸۹۰ مایل یا ۳٬۰۴۰ کیلومتر، بسیار کوتاهتر از پرواز لیندبرگ یا ۳۶۰۰ مایل یا ۵۸۰۰ کیلومتری ویا12494کیلومتری رادر71ساعت پرواز) هشت سال زودتر توسط جان آلکوک و آرتور ویتن براون توسط هواپیماسازان انگلیسی در ویکرز ویمی IV انجام شد. بمب افکن آنها در ۱۴ ژوئن ۱۹۱۹ سنت جان، نیوفاندلند را ترک کردند و روز بعد به ایرلند رسیدند.
تقریباً در همان زمان، ریموند اورتایگ، هتلدار نیویورکی متولد فرانسه متولد آگوستوس پست، دبیر باشگاه Aero Club آمریکا شد و از او خواست که برای اولین پرواز موفق ترانس آتلانتیک موفقاً بین شهرهای نیویورک و پاریس جایزه ۲۵۰۰۰ دلاری تعیین کند (در پنج سال پس از تأسیس. وقتی این مهلت در سال ۱۹۲۴ بدون تلاش جدی سپری شد، اورتایگ پیشنهاد خود را برای پنج سال دیگر تمدید کرد، این بار تعدادی از مدعیان شناخته شده، بسیار باتجربه و با بودجه مالی را جذب کرد … هیچ‌کس موفق نبود. در تاریخ ۲۱ سپتامبر ۱۹۲۶، سیکورسکی S-35، آس پرواز کننده فرانسوی جنگ جهانی اول، رنه فونک هنگام پرواز از روزولت فیلد در نیویورک سقوط کرد. هوانوردان نیروی دریایی ایالات متحده، نوئل دیویس و استنتون اچ ووستر، در تاریخ ۲۶ آوریل ۱۹۲۷، هنگام آزمایش Keystone Pathfinder، در لانگلی فیلد، ویرجینیا کشته شدند. در تاریخ ۸ مه قهرمانان جنگ فرانسوی چارلز نانجسر و فرانسوا کولی پاریس را ترک کردند - فرودگاه لو بورژ در هواپیمای Levasseur PL 8 L'Oiseau Blanc. آنها پس از آخرین بار عبور از سواحل غربی ایرلند در جایی در اقیانوس اطلس ناپدید شدند.
کلارنس دی. چمبرلین و کاشف قطب شمال، ریچارد ای. برد، مسابقه هوایی آمریکایی نیز در این مسابقه شرکت داشتند.
در اوایل صبح جمعه، ۲۰ مه ۱۹۲۷، لیندبرگ از روزولت فیلد، لانگ آیلند پرواز کرد. مونوپلن وی با ۴۵۰ گالن ایالات متحده (۱٬۷۰۴ لیتر) سوخت پر شده بود که برای جلوگیری از انسداد خط سوخت به‌طور مکرر صاف می‌شد. هواپیمای کاملاً بارگیری شده ۵٬۱۳۵ پوند (۲٬۳۲۹ کیلوگرم) وزن داشت و پرواز آن با باند گل آلود و باران خیس مواجه شد. منو هواپیمای لیندبرگ توسط موتور شعاعی J-5C Wright Whirlwind تأمین می‌شد و در هنگام پرواز ۷:۵۲ صبح سرعت آن بسیار کند شد اما خطوط تلفن را در انتهای میدان تقریباً شش متر با یک ذخیره مناسب پاک کرد. سرعت پرواز ".
طی ۳۳ + ۱/۲ ساعت آینده، لیندبرگ و روح با چالش‌های زیادی روبرو شدند، از جمله اینکه می‌توان از ابرهای طوفانی با سرعت ۱۰ هزار فوت (۳۰۰۰ متر) و بالای موج در ۱۰ فوت (۳٫۰ متر) پایین آمد. هواپیما با یخ زدگی، چندین ساعت از بین مه کور پرواز کرد و لیندبرگ فقط با حساب مرده حرکت کرد (او در پیمایش توسط خورشید و ستارگان مهارت نداشت و تجهیزات ناوبری رادیویی را سنگین و غیرقابل اعتماد رد کرد). او خوش شانس بود که بادهای بر فراز اقیانوس اطلس یکدیگر را لغو کردند و به او رانش صفر دادند - و در نتیجه ناوبری دقیق در طول پرواز طولانی بر فراز اقیانوس بی خاصیت انجام داد. وی ساعت ۱۰:۲۲ بعد از ظهر در فرودگاه لو بورژ فرود آمد. روز شنبه، ۲۱ مه. این فرودگاه بر روی نقشه او مشخص نشده بود و لیندبرگ فقط می‌دانست که حدود هفت مایل شمال شرقی شهر است. او در ابتدا به دلیل پخش شدن چراغهای روشن به تمام جهات آن را با برخی مجتمعهای بزرگ صنعتی اشتباه گرفت - در واقع چراغهای جلوی ده‌ها هزار اتومبیل تماشاگر گرفتار شده در «بزرگترین ترافیک تاریخ پاریس» که سعی در حضور آنها برای فرود لیندبرگ.
جمعیتی که حدود ۱۵۰٬۰۰۰ نفر تخمین زده بودند به زمین حمله کردند، لیندبرگ را از کابین خلبان بیرون کشیدند و او را برای «نزدیک به نیم ساعت» بالای سر خود حمل کردند. قبل از رسیدن خلبان و هواپیما به کمک آشیانه‌های نظامی، سربازان و پلیس فرانسه، توسط شکارچیان سوغات مقداری خسارت به روح (به ویژه پارچه‌های ظریف، پارچه نقره ای نقاشی شده روی بدنه) وارد شد. در میان جمعیت دو نخست‌وزیر آینده هند، جواهر لعل نهرو و دخترش ایندیرا گاندی وجود داشت.
پرواز لیندبرگ توسط انجمن ملی هوانوردی بر اساس قرائت از یک باروگراف مهر و موم شده در Spirit تأیید شد.